# Castricianus
Castricianus (auch: Castritianus) († 137? in Mailand) ist der Überlieferung nach ein früher Bischof von Mailand. In der Bischofsliste folgt er auf Barnabas, Anathalon und Gaius, doch gibt es für die frühe Zeit keine sicheren Belege für etwaige Inhaber eines Bischofsamtes, sodass diese Angaben nicht nachprüfbar und eher legendär sind. Dem Castricianus wird eine Amtszeit von 42 Jahren zugeschrieben, die bis etwa zum Ende der Herrschaft des Kaisers Hadrian angedauert habe. Wenn Castricianus’ Nachfolger allerdings Calimerus gewesen ist, müsste seine Amtszeit deutlich später angesetzt werden, da für Calimerus ein Sterbejahr um 280 angenommen wird.
Castricianus wird als Heiliger verehrt. Sein Gedenktag ist der 1. Dezember.